# Ломе (посёлок в Германии)
Ломе (нем. Lohme) — община в Германии, в земле Мекленбург-Передняя Померания.
Входит в состав района Рюген. Подчиняется управлению Норд-Рюген. Население составляет 532 человек (2009); в 2003 г. — 629. Занимает площадь 13,70 км².